# 金塘镇 (崇阳县)
金塘镇，是中华人民共和国湖北省咸寧市崇阳县下辖的一个乡镇级行政单位。

## 行政区划
金塘镇下辖以下地区：
界上村、桥上村、东岳村、正源村、寒泉村、黄沙村、葵山村、畈上村、黄洋湾村、石店村、水坑村、金塘村和林家村。